# پناهندگی در روسیه
قانون فدراسیون روسیه در مورد پناهندگان تعیین می‌کند چه کسی پناهجو است و به چه منظوری صلاحیت دستیابی به پناهندگی در این کشور را دارد. این قانون پناهجو را اینگونه تعریف می‌کند: «فردی که خارج از کشور، ملیت یا اقامتگاه عادی خود است و به دلایل نژادی، مذهبی، ملیتی، عضویت در یک گروه خاص اجتماعی یا عقیده سیاسی جانش در کشور متبوعش در خطر است و ممکن است به دلایل ذکر شده تحت تعقیب، آزار و اذیت قرار گیرد و قادر نیست یا نمی‌خواهد به مبدأ بازگردد.»
این شرایط شامل جنایتکاران، متخلفان مالی و افراد تحت پیگرد پلیس اینترپل نمی‌شود و در اغلب این افراد تحت معاهده استرداد مجرمان بازداشت و به کشور متبوع خود بازگردانده می‌شوند.
بر اساس اصلاحیه قانون اساسی روسیه (۲۰۲۰)، ازدواج همجنس‌گرایان در فدراسیون روسیه ممنوع است و این قانون می‌تواند بر پرونده پناهجویان همجنس‌گرا تأثیرگذار باشد.
پس از ثبت درخواست پناهندگی، سرویس مهاجرت روسیه پس از بررسی شواهد و مستندات، صلاحیت پناهجو را برای پناهندگی تشخیص خواهد داد.
قانون پناهندگان سال ۱۹۹۷، در سال‌های ۱۹۹۸و ۲۰۰۰ اصلاح اندکی اصلاح شد، و نمایانگر قانون فعلی فدراسیون روسیه در مورد پناهندگان است.
میزان پذیرش پناهجویان در روسیه بسیار پایین است که از همین تعداد کم سهم قابل توجهی از پذیرش به آوارگان جنگ اوکراین اختصاص می‌یابد.
در صورت پذیرش درخواست پناهندگی، پناهجو از امکاناتی نظیر درمان، حق آموزش و مجوز کار بهره‌مند می‌شود، همچنین کمک هزینه‌ای به مبلغ یکصد روبل در روز به افراد ناتوان پرداخت می‌شود.

## سازمان‌هایی که نماینده قانونی برای پناهندگان ارائه می‌دهند
کمیساریای عالی پناهندگان سازمان ملل متحد (UNHCR) و کمیته کمک‌های مدنی (CCA) که مشاوره حقوقی را برای پناهندگان و مهاجران اجباری ارائه می‌دهند، میان پناهندگان و مقامات میانجیگری می‌کنند، از پناهندگان در دادگاه دفاع می‌کنند و از حقوق پناهندگان در امور مسکن و کار دفاع می‌کنند. . در رابطه با این وظایف، هر دو سازمان با کلیه ساختارهایی که با مشکلات پناهندگی روبرو هستند، تماس مداوم دارند: سرویس مهاجرت فدرال، خدمات مهاجرت منطقه ای و کمیسیون پناهندگان در دوما ایالتی.